# 田野畑駅
田野畑駅（たのはたえき）は、岩手県下閉伊郡田野畑村和野にある三陸鉄道リアス線の駅である。
駅の愛称は「カンパネルラ」。宮沢賢治の童話『銀河鉄道の夜』に登場する人物に由来する（作中では一部を除き「カムパネルラ」と表記されている）。

## 歴史
開業前の仮の駅名は「平井賀駅」であった。

### 年表
- 1984年（昭和59年）4月1日：三陸鉄道北リアス線の駅として開業[1][2]。
- 2002年（平成14年）：東北の駅百選に選定される。
- 2011年（平成23年）
  - 3月11日：東北地方太平洋沖地震により北リアス線が全線不通。駅施設への大きな被害は免れた。
  - 6月1日：田野畑村の2人が駅舎を店舗として営業を開始[4]。
- 2012年（平成24年）4月1日：陸中野田駅 - 当駅間復旧により営業再開[5]。その際にネスレ日本の協賛で「キット、ずっとカンパネルラ田野畑駅」として駅舎の壁面に桜の花が描かれた。
- 2014年（平成26年）4月6日：小本駅（現・岩泉小本駅） - 当駅間が復旧し、北リアス線の全線が運転再開[6]。

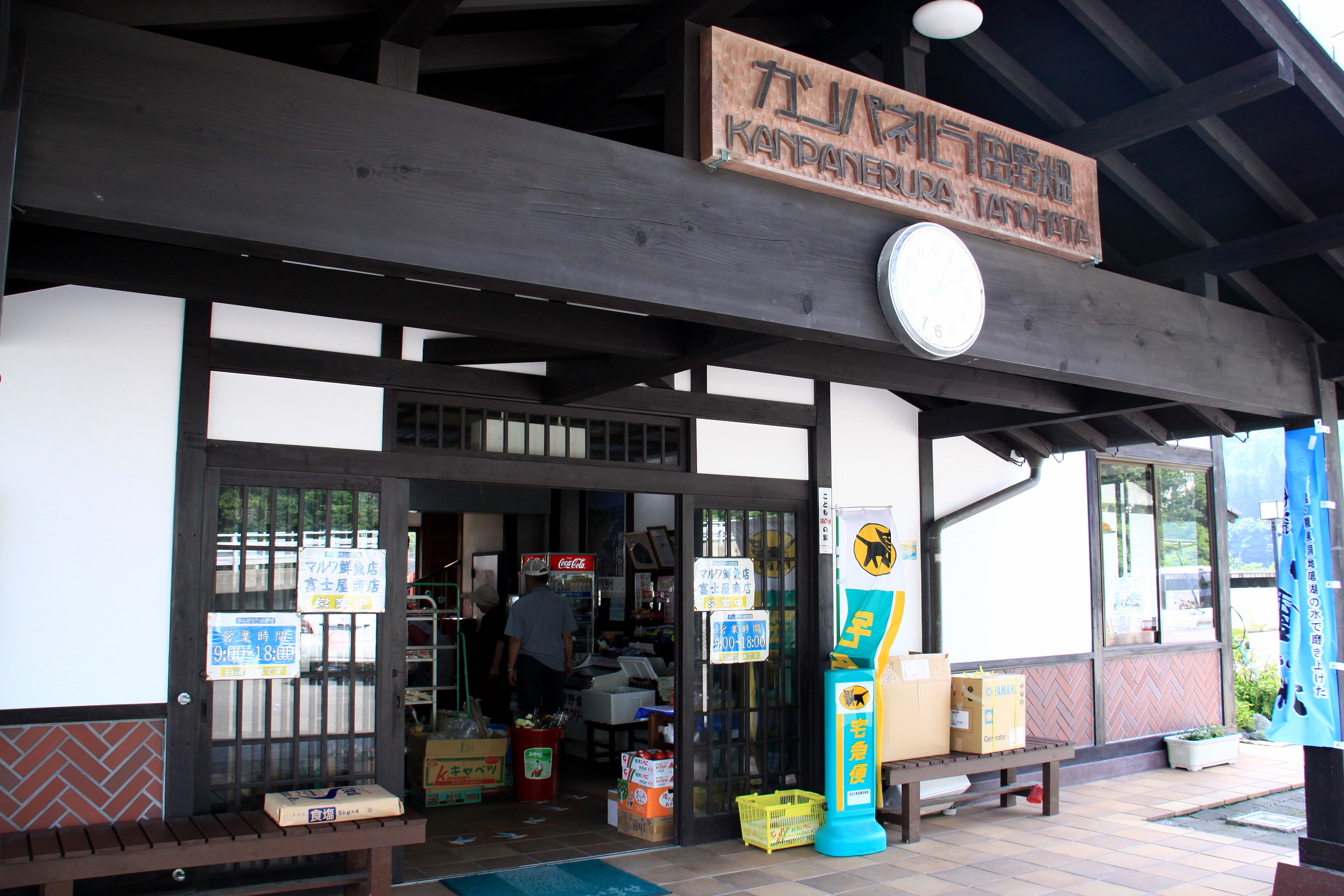
列車の運行再開まで店舗として使用されていた駅舎（2011年6月）
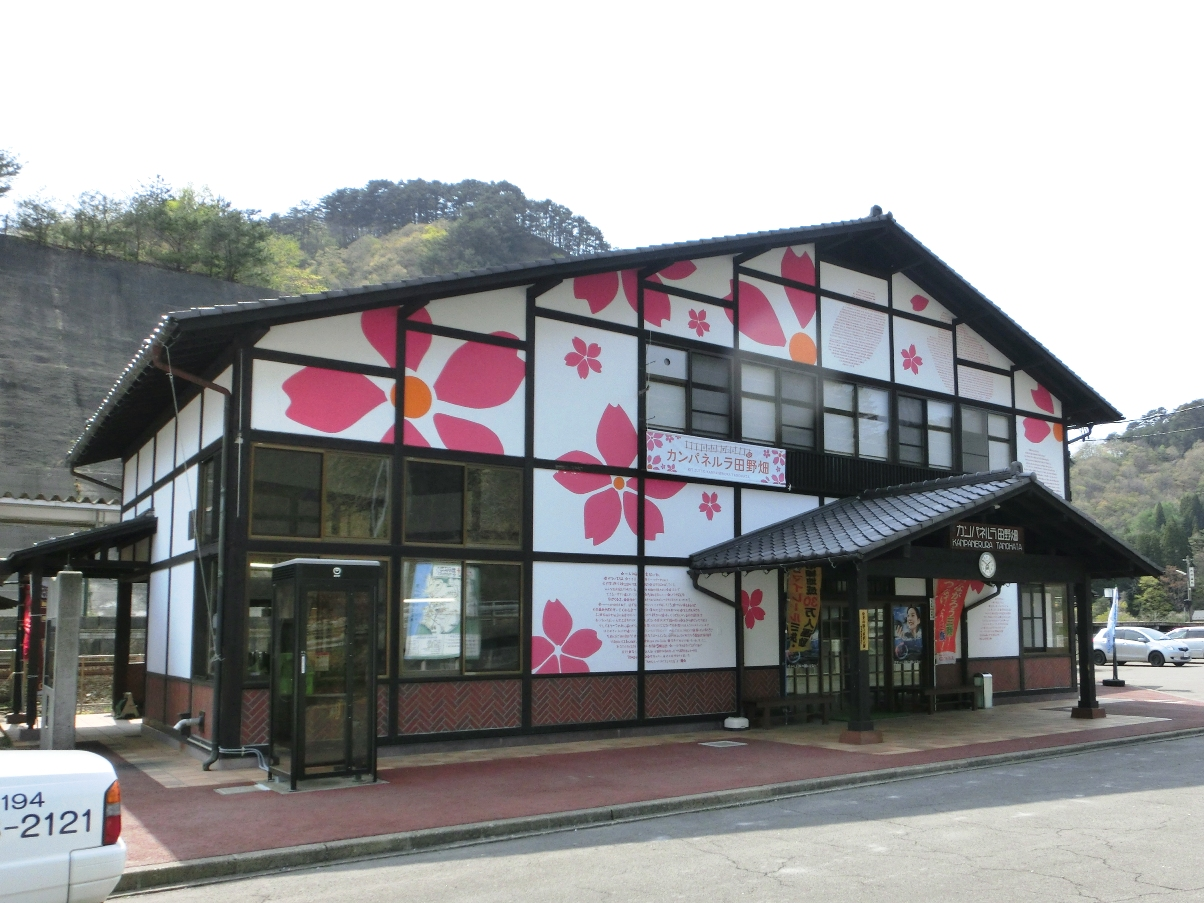
「キット、ずっとカンパネルラ田野畑駅」（2013年5月）

## 駅構造

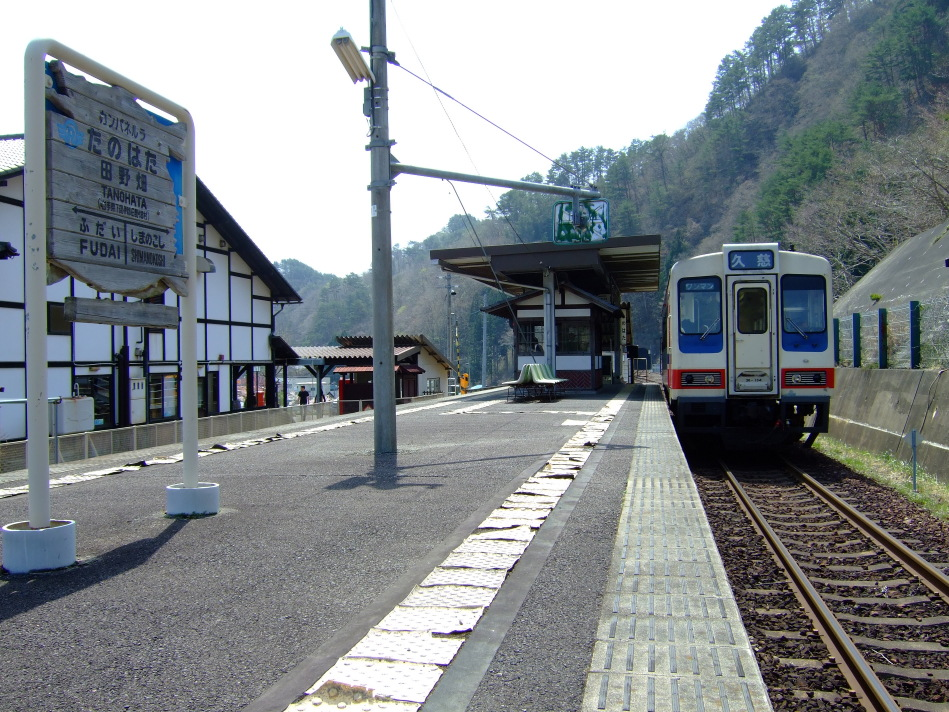
ホーム（2010年5月）

島式ホーム1面2線の地上駅である。田野畑村が受託する簡易委託駅。駅舎には出札窓口のほか、売店・喫茶もある。

### のりば
| 番線 | 路線      | 方向 | 行先               | 備考            |
| ---- | --------- | ---- | ------------------ | --------------- |
| 1    | ■リアス線 | 上り | 宮古・釜石・盛方面 |                 |
| 2    | ■リアス線 | 下り | 久慈方面           | 当駅始発は1番線 |

## 利用状況
| 1日乗降人員推移 | 1日乗降人員推移 |
| 年度            | 1日平均人数     |
| --------------- | --------------- |
| 2012年          | 133             |
| 2013年          | 215             |
| 2014年          | 189             |
| 2015年          | 146             |
| 2016年          | 109             |
| 2017年          | 103             |
| 2018年          | 116             |

## 駅周辺

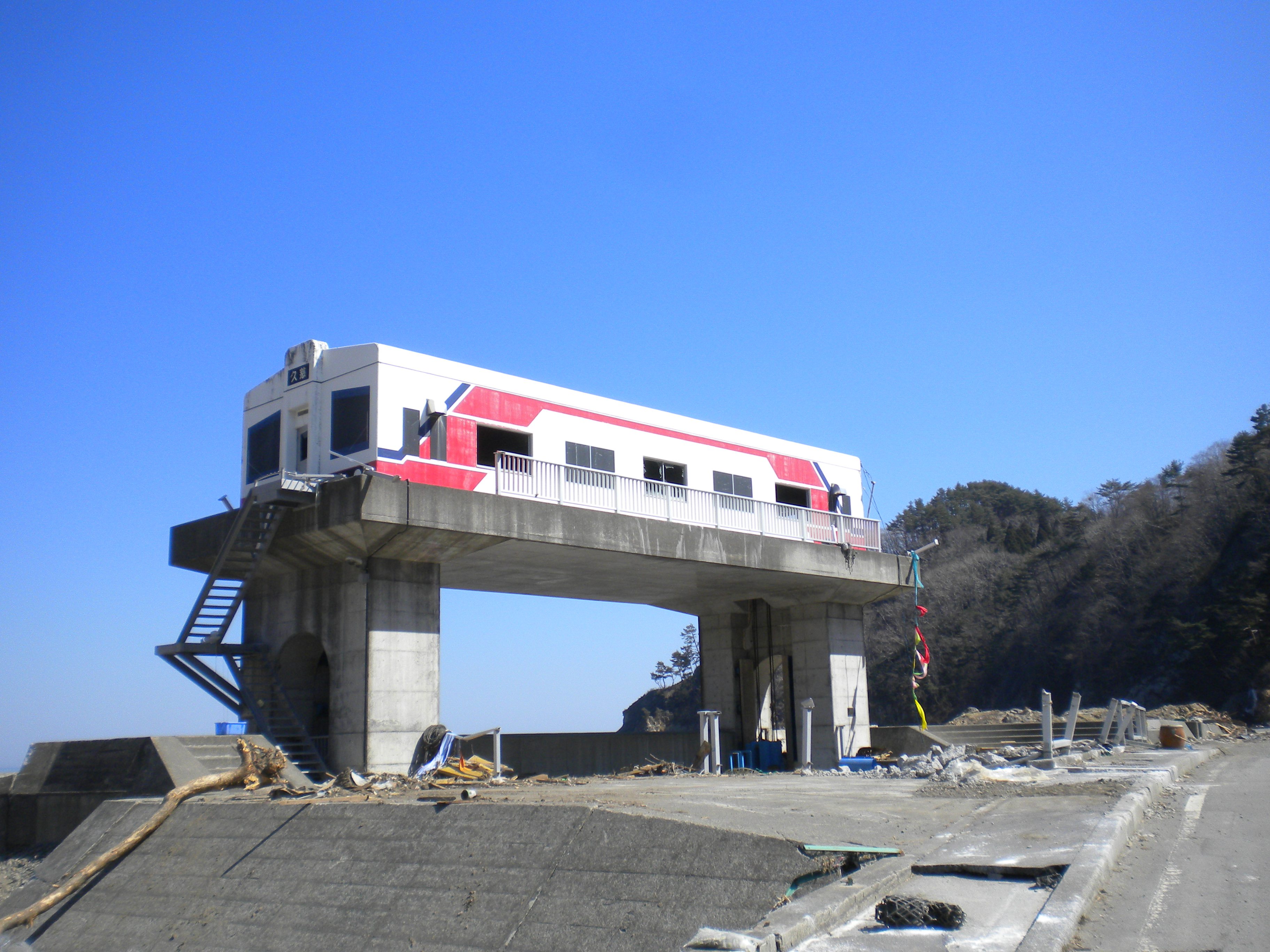
当駅近くにある三陸鉄道の車両と同じ塗装の平井賀川の水門

- 平井賀海水浴場
- 平井賀郵便局
- ホテル羅賀荘
- 羅賀漁港
- ハイペ沢橋梁
- 田野畑村営バス「田野畑駅」停留所

## その他
- 「のどかな環境に佇む、心休まる和風の駅舎」として、東北の駅百選に選定された。
- NHKの2013年度（平成25年度）上半期連続テレビ小説『あまちゃん』のロケ地となり、作中で北三陸鉄道リアス線の「畑野駅」として登場した。

## 隣の駅
三陸鉄道
■リアス線
島越駅 - 田野畑駅 - 普代駅

#### 記事本文
1. 1 2  石野哲 編『停車場変遷大事典 国鉄・JR編』 II（初版）、JTB、1998年10月1日、502頁。ISBN 978-4-533-02980-6。
2. 1 2  「私鉄年表」『私鉄車両編成表 -全国版- '84年版』ジェー・アール・アール、1984年8月1日、141頁。
3. ↑  「久慈線配線略図」『鉄道ジャーナル』第188号、鉄道ジャーナル社、1982年10月、68頁。
4. ↑  「憩いの駅へ2商店再出発　運行絶えた三鉄田野畑駅」『岩手日報』2011年6月1日。オリジナルの2011年6月2日時点におけるアーカイブ。2011年8月1日閲覧。
5. ↑  「三陸鉄道：陸中野田－田野畑で運転再開」『毎日新聞』2012年4月1日。2012年4月1日閲覧。[リンク切れ]
6. ↑  「三鉄が4月全線再開 南リアス線5日、北リアス線6日」『岩手日報』2014年1月2日。オリジナルの2014年1月3日時点におけるアーカイブ。2014年1月11日閲覧。

#### 利用状況
1. ↑  国土数値情報(駅別乗降客数データ)2011-2015年  - 国土交通省、2019年9月3日閲覧
2. ↑  国土数値情報(駅別乗降客数データ)  - 国土交通省、2020年9月23日閲覧